# Resolutie 829 Veiligheidsraad Verenigde Naties
Resolutie 829 van de Veiligheidsraad van de Verenigde Naties werd zonder stemming aangenomen door de op 26 mei 1993 en beval het Prinsdom Monaco voor VN-lidmaatschap.

## Inhoud
De Veiligheidsraad bestudeerde de aanvraag voor lidmaatschap van de VN van het Prinsdom Monaco. De Algemene Vergadering werd aanbevolen om aan Monaco het VN-lidmaatschap toe te kennen.

## Verwante resoluties
- Resolutie 817 Veiligheidsraad Verenigde Naties (Macedonië)
- Resolutie 828 Veiligheidsraad Verenigde Naties (Eritrea)
- Resolutie 848 Veiligheidsraad Verenigde Naties (Andorra)
- Resolutie 963 Veiligheidsraad Verenigde Naties (Palau)

Lijst ·  800 ·  801 ·  802 ·  803 ·  804 ·  805 ·  806 ·  807 ·  808 ·  809 ·  810 ·  811 ·  812 ·  813 ·  814 ·  815 ·  816 ·  817 ·  818 ·  819 ·  820 ·  821 ·  822 ·  823 ·  824 ·  825 ·  826 ·  827 ·  828 ·  829 ·  830 ·  831 ·  832 ·  833 ·  834 ·  835 ·  836 ·  837 ·  838 ·  839 ·  840 ·  841 ·  842 ·  843 ·  844 ·  845 ·  846 ·  847 ·  848 ·  849 ·  850 ·  851 ·  852 ·  853 ·  854 ·  855 ·  856 ·  857 ·  858 ·  859 ·  860 ·  861 ·  862 ·  863 ·  864 ·  865 ·  866 ·  867 ·  868 ·  869 ·  870 ·  871 ·  872 ·  873 ·  874 ·  875 ·  876 ·  877 ·  878 ·  879 ·  880 ·  881 ·  882 ·  883 ·  884 ·  885 ·  886 ·  887 ·  888 ·  889 ·  890 ·  891 ·  892